# كلية الفنون الجميلة (جامعة بابل)
كلية الفنون الجميلة جامعة بابل من أقدم كليات جامعة بابل ومن اعرق الكليات العراقية الفنية. عميد الكلية الدكتور عباس جاسم حمود وهو من المصممين الكبار في العراق.
اسست كلية في العام الدراسي 1980/1981 باسم أكاديمية الفنون الجميلة تابعة إلى الجامعة المستنصرية ، وفي العام 1986 /1987 تغير اسمها إلى كلية الفنون الجميلة وفي العام 1988/ 1989 ألحقت بجامعة الكوفة وأصبحت التربية الفنية واستمرت بهذه التسمية حتى عام 2004 إذ أعيدت تسميتها إلى كلية الفنون الجميلة.

## اقسام الكلية
تضم أربعة أقسام علمية في الدراسة الأولية (الصباحية والمسائية) وهي:
- قسم التربية الفنية
- قسم الفنون المسرحية
- قسم الفنون التشكيلية
- قسم الفنون التطبيقية

فضلا عن الدراسات العليا (الماجستير والدكتوراه). تخرجت أول دفعة في الكلية نهاية العام الدراسي 1984 /1985 وكان عدد الطلبة المتخرجين (14) طالب وطالبة . وألان عدد طلبة الدراسة الأولية ( 1718 ) طالب وطالبة والكلية في صدد استحداث قسمين آخرين هما قسم التصميم والتزيين وقسم الفنون السمعية والمرئية.

## وصلات خارجية
موقع الكلية الرسمي